# Joseph Summers
Pour les articles homonymes, voir Summers.
Joseph « Mutt » Summers est un pilote d'essai britannique né le 10 mars 1904 à Kingston upon Hull et mort le 16 mars 1954.
Après avoir été pilote dans la Royal Air Force (RAF), il est notamment le pilote d'essai en chef de Vickers-Armstrongs et Supermarine. Au cours de sa carrière, Summers effectue de nombreux vols sur des avions prototypes, du Supermarine Spitfire — dont il est le premier pilote — au Vickers Valiant.
Il totalise plus de 5 600 heures de vol sur plus de 300 types différents d'avions.
Il est fait Commandeur de l'ordre de l'Empire britannique en 1946.
Dans le film Les Briseurs de barrages (1955), Summers est interprété par l'acteur Patrick Barr.